# Němčovice
Němčovice là một làng thuộc huyện Rokycany, vùng Plzeňský, Cộng hòa Séc.